# Cryptoditha elegans
Espèce
Synonymes
- Tridenchthonius elegans Beier, 1931

Cryptoditha elegans est une espèce de pseudoscorpions de la famille des Tridenchthoniidae.

## Distribution
Cette espèce est endémique du Brésil.

## Publication originale
- Beier, 1931 :  Zur Kenntnis der Chthoniiden (Pseudoskorpione). Zoologischer Anzeiger, vol. 93, p. 49-56.